# چهارچشمی‌های دروغین
چهارچشمی‌های دروغین (نام علمی: Rhinomugil) نام یک سرده از تیره ماهی کفال است.